# Anatella minutissima
Anatella minutissima är en tvåvingeart som beskrevs av Ostroverkhova 1979. Anatella minutissima ingår i släktet Anatella och familjen svampmyggor. Inga underarter finns listade i Catalogue of Life.